# Clidemia tuerckheimii
Clidemia tuerckheimii là một loài thực vật có hoa trong họ Mua. Loài này được (Donn. Sm.) Gleason mô tả khoa học đầu tiên năm 1939.